# Roberto II Sanseverino
Roberto II Sanseverino (Salerno, 1º maggio 1485 – Agropoli, 2 novembre 1508) è stato un nobile italiano, III principe di Salerno.

## Biografia
Era figlio di Antonello Sanseverino (1458-1499), grande ammiraglio del Regno di Napoli e capo della Congiura dei baroni (1485), e di Costanza da Montefeltro, figlia di Federico Duca di Urbino.
Divenne 3º principe di Salerno, 13º conte di Marsico, barone di Sanseverino alla morte del padre.
Nel 1506, sposò a Saragozza, Maria d'Aragona, figlia di don Alfonso primo Duca di Villahermosa e Conte di Ribagorza e di donna Leonor de Sotomayor (nata nel 1485 e morta a Piombino nel 1513 dopo essersi risposata con Jacopo Appiano), nipote di Ferdinando II Re d’Aragona.
Da lei ebbe Ferdinando (Ferrante) (1507-1572), l'ultimo Sanseverino del ramo dei principi di Salerno.
Morì il 2 novembre 1508 ad Agropoli e fu sepolto a Salerno.

## Ascendenza
|                                                 |                                                  |                                                | Genitori                                             |  |  | Nonni |  |  | Bisnonni                                  |  |  | Trisnonni                                   |  |
|                                                 |                                                  |                                                |                                                      |  |  |       |  |  | Giovanni Sanseverino, IX conte di Marsico |  |  | Ludovico Sanseverino, VIII conte di Marsico |  |
|                                                 |                                                  |                                                |                                                      |  |  |       |  |  | Giovanni Sanseverino, IX conte di Marsico |  |  | Ludovico Sanseverino, VIII conte di Marsico |  |
|                                                 |                                                  | Caterina Sanseverino                           |                                                      |  |  |       |  |  | Giovanni Sanseverino, IX conte di Marsico |  |  |                                             |  |
| Roberto I Sanseverino, I principe di Salerno    |                                                  |                                                |                                                      |  |  |       |  |  | Giovanni Sanseverino, IX conte di Marsico |  |  |                                             |  |
|                                                 |                                                  | Giovanna Sanseverino                           | Antonio Sanseverino, II duca di San Marco            |  |  |       |  |  |                                           |  |  |                                             |  |
|                                                 |                                                  | Giovanna Sanseverino                           | Antonio Sanseverino, II duca di San Marco            |  |  |       |  |  |                                           |  |  |                                             |  |
|                                                 |                                                  | Giovanna Sanseverino                           | Giovannella "Cella" Orsini del Balzo                 |  |  |       |  |  |                                           |  |  |                                             |  |
| Antonello Sanseverino, II principe di Salerno   |                                                  | Giovanna Sanseverino                           |                                                      |  |  |       |  |  |                                           |  |  |                                             |  |
|                                                 |                                                  | Gabriele Orsini del Balzo, duca di Venosa      | Raimondo Orsini del Balzo, principe di Taranto       |  |  |       |  |  |                                           |  |  |                                             |  |
|                                                 |                                                  | Gabriele Orsini del Balzo, duca di Venosa      | Raimondo Orsini del Balzo, principe di Taranto       |  |  |       |  |  |                                           |  |  |                                             |  |
|                                                 |                                                  | Gabriele Orsini del Balzo, duca di Venosa      | Maria d'Enghien                                      |  |  |       |  |  |                                           |  |  |                                             |  |
| Raimondina Orsini del Balzo                     |                                                  | Gabriele Orsini del Balzo, duca di Venosa      |                                                      |  |  |       |  |  |                                           |  |  |                                             |  |
|                                                 |                                                  | Maria/Giovanna Caracciolo                      | Sergianni Caracciolo, principe di Capua              |  |  |       |  |  |                                           |  |  |                                             |  |
|                                                 |                                                  | Maria/Giovanna Caracciolo                      | Sergianni Caracciolo, principe di Capua              |  |  |       |  |  |                                           |  |  |                                             |  |
|                                                 |                                                  | Maria/Giovanna Caracciolo                      | Caterina Filangieri                                  |  |  |       |  |  |                                           |  |  |                                             |  |
| Roberto II Sanseverino, III principe di Salerno |                                                  | Maria/Giovanna Caracciolo                      |                                                      |  |  |       |  |  |                                           |  |  |                                             |  |
|                                                 | Guidantonio da Montefeltro, VIII conte di Urbino | Antonio II da Montefeltro, VII conte di Urbino |                                                      |  |  |       |  |  |                                           |  |  |                                             |  |
|                                                 | Guidantonio da Montefeltro, VIII conte di Urbino | Antonio II da Montefeltro, VII conte di Urbino |                                                      |  |  |       |  |  |                                           |  |  |                                             |  |
|                                                 | Guidantonio da Montefeltro, VIII conte di Urbino | Agnesina di Vico                               |                                                      |  |  |       |  |  |                                           |  |  |                                             |  |
| Federico III da Montefeltro, II duca di Urbino  | Guidantonio da Montefeltro, VIII conte di Urbino |                                                |                                                      |  |  |       |  |  |                                           |  |  |                                             |  |
|                                                 |                                                  | Elisabetta degli Accomanducci                  | Guido Paolo Accomanducci, conte di Petroia           |  |  |       |  |  |                                           |  |  |                                             |  |
|                                                 |                                                  | Elisabetta degli Accomanducci                  | Guido Paolo Accomanducci, conte di Petroia           |  |  |       |  |  |                                           |  |  |                                             |  |
|                                                 |                                                  | Elisabetta degli Accomanducci                  | …                                                    |  |  |       |  |  |                                           |  |  |                                             |  |
| Costanza da Montefeltro                         |                                                  | Elisabetta degli Accomanducci                  |                                                      |  |  |       |  |  |                                           |  |  |                                             |  |
|                                                 |                                                  | Alessandro Sforza, signore di Pesaro           | Giacomo "Muzio" Attendolo Sforza, conte di Cotignola |  |  |       |  |  |                                           |  |  |                                             |  |
|                                                 |                                                  | Alessandro Sforza, signore di Pesaro           | Giacomo "Muzio" Attendolo Sforza, conte di Cotignola |  |  |       |  |  |                                           |  |  |                                             |  |
|                                                 |                                                  | Alessandro Sforza, signore di Pesaro           | Lucia Terzani                                        |  |  |       |  |  |                                           |  |  |                                             |  |
| Battista Sforza                                 |                                                  | Alessandro Sforza, signore di Pesaro           |                                                      |  |  |       |  |  |                                           |  |  |                                             |  |
|                                                 |                                                  | Costanza da Varano                             | Piergentile da Varano, signore di Camerino           |  |  |       |  |  |                                           |  |  |                                             |  |
|                                                 |                                                  | Costanza da Varano                             | Piergentile da Varano, signore di Camerino           |  |  |       |  |  |                                           |  |  |                                             |  |
|                                                 |                                                  | Costanza da Varano                             | Elisabetta Malatesta                                 |  |  |       |  |  |                                           |  |  |                                             |  |
|                                                 |                                                  | Costanza da Varano                             |                                                      |  |  |       |  |  |                                           |  |  |                                             |  |